# Kuçovë
Kuçovë, Kuçova – miasto w Albanii, stolica okręgu Kuçovë w obwodzie Berat. W 1990 liczba mieszkańców sięgała 22 300, z czasem przekroczyła 30 tys.
Kuçovë jest jednym z głównych ośrodków wydobycia ropy naftowej w Albanii. W okresie rządów Envera Hoxhy miasto nosiło nazwę Qyteti Stalin (Miasto Stalina). W mieście znajduje się popiersie i ulica nosząca imię polskiego geologa Stanisława Zubera.